# Důl ČSA

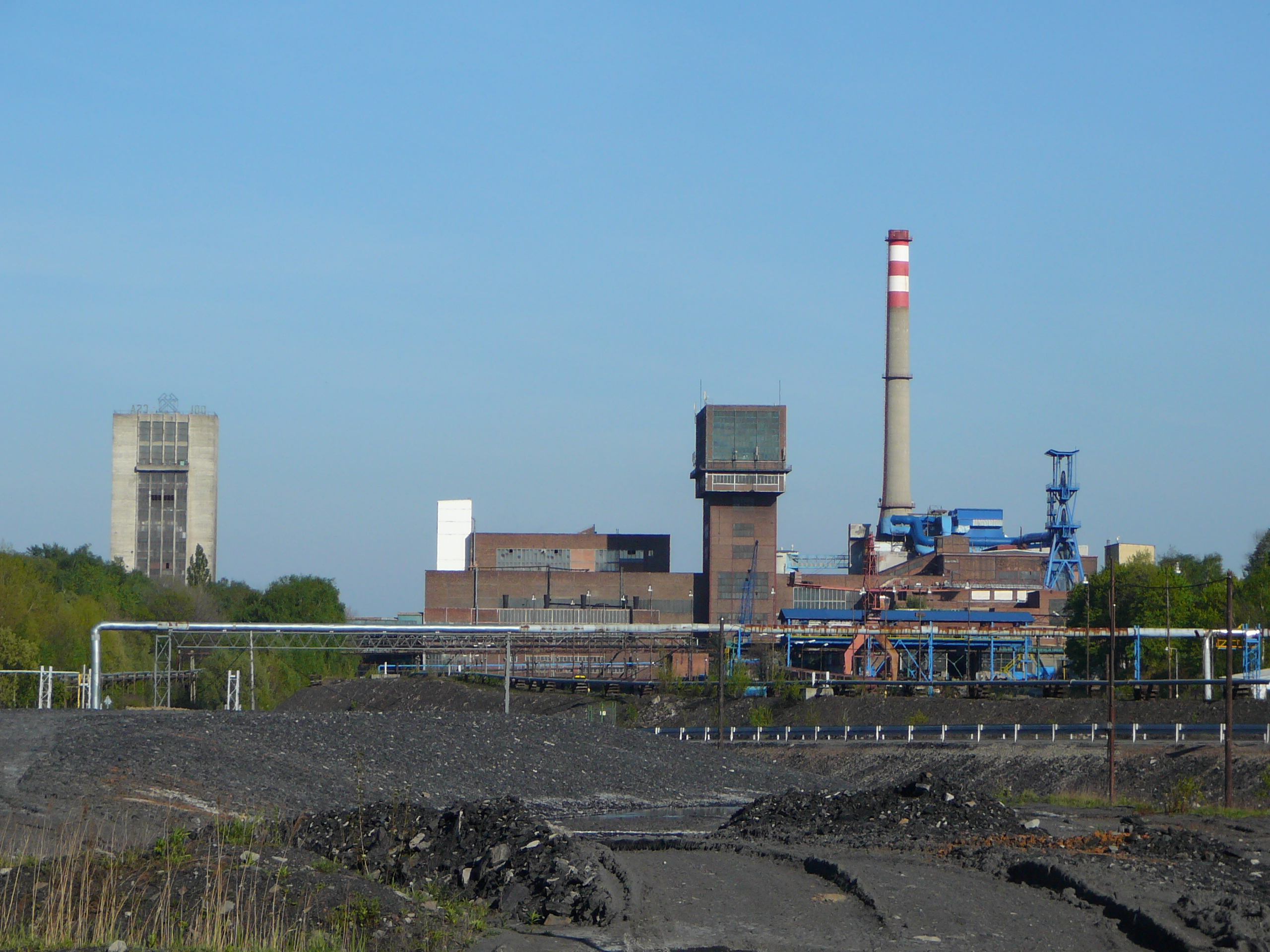
Celkový pohled na komplex závodu Jan Karel

Důl ČSA (v minulosti zněl celý název Důl Československé armády, v současnosti je užívána pouze zkratka) je bývalý důlní komplex společnosti OKD, skládající se ze dvou těžebních závodů:
- Jan Karel
- Doubrava

## Historie
Historie každého dolu je spojena s počátkem hloubení konkrétní jámy.
- Jáma Karel hloubení r. 1862,
- Jáma Karel větrní hloubení r. 1859,
- Jáma Jan hloubení r. 1860,
- Jáma Františka hloubení r. 1856
- Jáma Františka větrní hloubení r. 1874,
- Jáma Hlubina hloubení r. 1870,
- Jáma Hlubina větrní hloubení r. 1867,
- Jáma Jindřich hloubení r. 1856 *,
- Jáma Jindřich větrní hloubení r. 1870,
- Jáma Jindřiška větrní hloubení r. 1878.

Založení jámy Jindřich a Františka roku 1856 je uznáváno jako rok založení velkodolu ČSA. Název Důl Československé armády vznikl k 31. prosinci 1951 sloučením dolů Jindřich, Františka a Hlubina a Jan Karel. Těžba v jednotlivých lokalitách byla postupně utlumována (Hlubina – 1963, Františka – 1964, Jindřich – 1995) a využitelné části jejich důlních polí byly přičleňovány k dolu Jan Karel.
K 1. červenci 1995 byl k dolu ČSA připojen do té doby samostatný důl Doubrava.
Dne 14. listopadu 2014 došlo v dole k silnému otřesu, při kterém zemřeli 3 pracovníci, 9 bylo zraněných. Otřes byl tak silný, že byl zaznamenán i na okraji Ostravy.
K ukončení těžby došlo v únoru 2021.

## Popis
Důlní pole se vyskytuje na katastrech obcí Karviná, Orlová, Doubrava a Dětmarovice a jeho plocha činí okolo 26 km².
Závody Jan Karel a Doubrava jsou propojeny chodbou, která bude po uzavření dolu Doubrava sloužit pro přepravu uhlí z této lokality na závod Jan Karel. Důl ČSA je producentem zejména kvalitního koksovatelného černého uhlí.
Současná těžba se odhaduje cca na 3 mil. tun ročně. Mocnosti uhlonosných slojí jsou řádově okolo 2–3 m. Důl zaměstnává cca 2800 zaměstnanců, z toho asi 2000 pracuje pod zemí.
Natáčely se zde snímky z filmu Parta hic s Vladimírem Menšíkem, Vlastimilem Brodským a dalšími.